# 加爾卡爾內市鎮
加爾卡爾內市鎮，曾是拉脫維亞的一個市鎮，設立於2009年。位於該國中部，人口6722人，面積150.5平方公里，人口密度約45人/km2。
2021年7月1日，加爾卡爾內市鎮与其它市镇一起合并至羅帕日市鎮。

## 外部連結
- 羅帕日市鎮官方網站 （页面存档备份，存于） （拉脱维亚文）